# سينثيا غونزاليس
سينثيا غونزاليس (بالإسبانية: Cynthia González)‏ هي لاعبة كرة الريشة مكسيكية، ولدت في 29 يونيو 1992.

## وصلات خارجية
- سينثيا غونزاليس على موقع BWF.tournamentsoftware.com (الإنجليزية)
- سينثيا غونزاليس على موقع BWFbadminton.com (الإنجليزية)